# Bukovina (Liptovský Mikuláš)
Bukovina es un municipio del distrito de Liptovský Mikuláš en la región de Žilina, Eslovaquia, con una población estimada a final del año 2024 de 113 habitantes.
Se encuentra ubicado al sureste de la región, cerca del curso alto del río Váh (cuenca hidrográfica del Danubio), de los montes Tatras y de la frontera con Polonia y las regiones de Prešov y Banská Bystrica.

## Demografía
| Año        | 1994 | 2004     | 2014     | 2024    |
| ---------- | ---- | -------- | -------- | ------- |
| Población  | 147  | 129      | 107      | 113     |
| Diferencia |      | −12,24 % | −17,05 % | +5,60 % |

| Año        | 2023 | 2024    |
| ---------- | ---- | ------- |
| Población  | 112  | 113     |
| Diferencia |      | +0,89 % |